# Jim Doman
Jim Doman (* 8. April 1949; † Mai 1992) war ein professioneller US-amerikanischer Pokerspieler. Er gewann zwei Bracelets bei der World Series of Poker.

## Pokerkarriere

### Werdegang
Doman nahm ab 1982 an renommierten Live-Turnieren teil.
Mitte Mai 1982 war Doman erstmals bei der World Series of Poker (WSOP) im Binion’s Horseshoe in Las Vegas erfolgreich und gewann ein Turnier der Variante No Limit Hold’em. Dafür setzte er sich gegen 191 andere Spieler durch und erhielt ein Bracelet sowie eine Siegprämie von 96.000 US-Dollar. Im Jahr darauf gewann er das in Limit Seven Card Stud ausgespielte Mixed Doubles der WSOP 1983 und erhielt sein zweites Bracelet und ein Preisgeld von 20.000 US-Dollar, das er sich mit seiner Teampartnerin und Ehefrau Donna Doman teilte. Bei der WSOP 1986 erreichte er dreimal die Geldränge, u. a. belegte er den achten Platz im Main Event. Im Januar 1987 gewann Doman den Grand Prix of Poker im Golden Nugget in Las Vegas und erhielt dafür das höchste Preisgeld seiner Karriere in Höhe von 400.000 US-Dollar. Sein letztes Live-Preisgeld gewann er kurz vor seinem Tod bei der WSOP 1992.
Insgesamt hat sich Doman mit Poker bei Live-Turnieren knapp eine Million US-Dollar erspielt.

### Braceletübersicht
Doman kam bei der WSOP elfmal ins Geld und gewann zwei Bracelets:
| Jahr | Buy-in (in $) | Turnier                             | Teilnehmer | Preisgeld (in $)              |
| ---- | ------------- | ----------------------------------- | ---------- | ----------------------------- |
| 1982 | 1000          | No-Limit Hold’em                    | 192        | 96.000                        |
| 1983 | 0800          | Mixed Doubles Limit Seven Card Stud | 050        | 20.000geteilt mit Donna Doman |